# Айкос, Людвиг
Людвиг Айкос (норв. Ludvig Eikaas; 20 декабря 1920 — 5 сентября 2010) — норвежский художник, профессор Государственной академии художеств (норв. Statens kunstakademi) (1970). Один из основоположников норвежского нефигуративного искусства.

## Биография
Получил образование в Государственном ремесленном и художественно-промышленном училище (норв. Statens håndverks- og kunstindustriskole) (Осло), Государственной академии художеств (Осло) и Датской королевской академий изящных искусств (дат. Det Kongelige Danske Kunstakademi)(Копенгаген).

## Творчество
Работал в жанре живописи, скульптуры, графики и дада. Людвиг Айкос характеризовал сам себя как любопытного человека. Много внимания уделял общественным работам. Принимал участие в выставках. Имел 18 персональных выставок в Париже, Копенгагене, Осло, Бергене и Трондхейме. В каждой новой выставке готовил сюрпризы для публики и неожиданные решения.

## Известные работы
- Я (норв. Jeg). Офорт.
- Автопортрет (Selvportrett). Скульптура.
- Хенрик Ибсен. Избранные произведения. Книжная иллюстрация.
- Фасад здания Союза художников в Осло (в сотрудничестве с Гуннаром С. Гундерсеном (норв. Gunnar S. Gundersen)). Граффити.

Часть работ преподнёс в дар коммуне Йольстер для создания музея. С 1994 года — галерея Айкос в Йольстер (норв. Eikaasgalleriet Ålhus).

## Семья
Сын Людвига Айкос. Стиг Айкос (норв. Stig Eikaas). Скульптор. Автор монумента ведьмам в Анда (норв. Anda heksemonument) в коммуне Глоппен (норв. Gloppen), Западная Норвегия.